# Északi szamojéd nyelvek

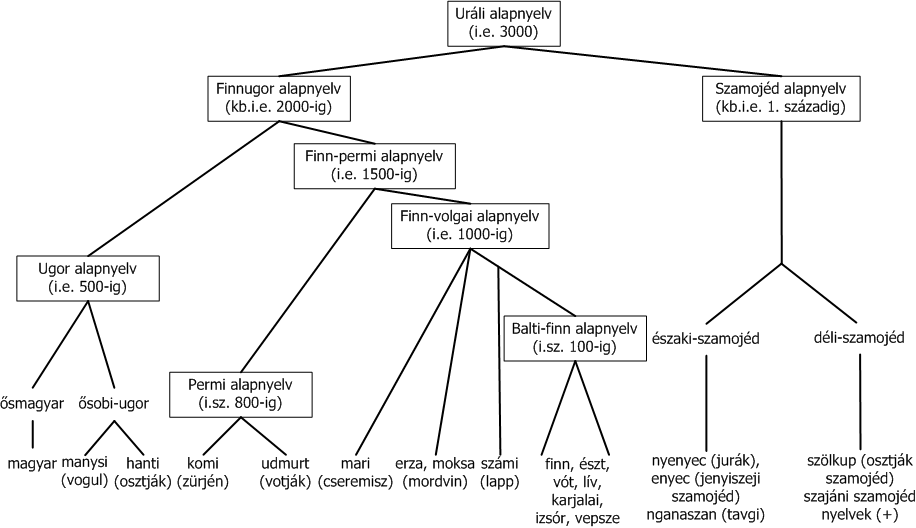
Az uráli nyelvcsalád rokonsági viszonyai (a nyelvek szétválásának feltételezett évszámaival)

Az északi szamojéd nyelvek a szamojéd nyelvek északi ágába tartozó nyelvek. Az északi szamojéd nyelveket másként tundrai szamojéd csoportként is nevezik. Közéjük az alábbi nyelvek tartoznak: 
- nganaszan, avagy tavgi szamojéd,
- enyec,
- jurák-szamojéd – kihalt, átmenet a nyenyec és az enyec nyelv között,
- nyenyec.

A nyenyec nyelv két nyelvjárásra bomlik, az erdei és a tundrai nyelvjárásokra.
Az északi szamojéd nyelvek beszélőinek száma az utóbbi időkben egyre fogyatkozik. A legtöbbet beszélt nyelv ebből az ágból a nyenyec nyelv, a második helyen áll a nganaszan, és a legkevesebben az enyecet beszélik.

## Történet

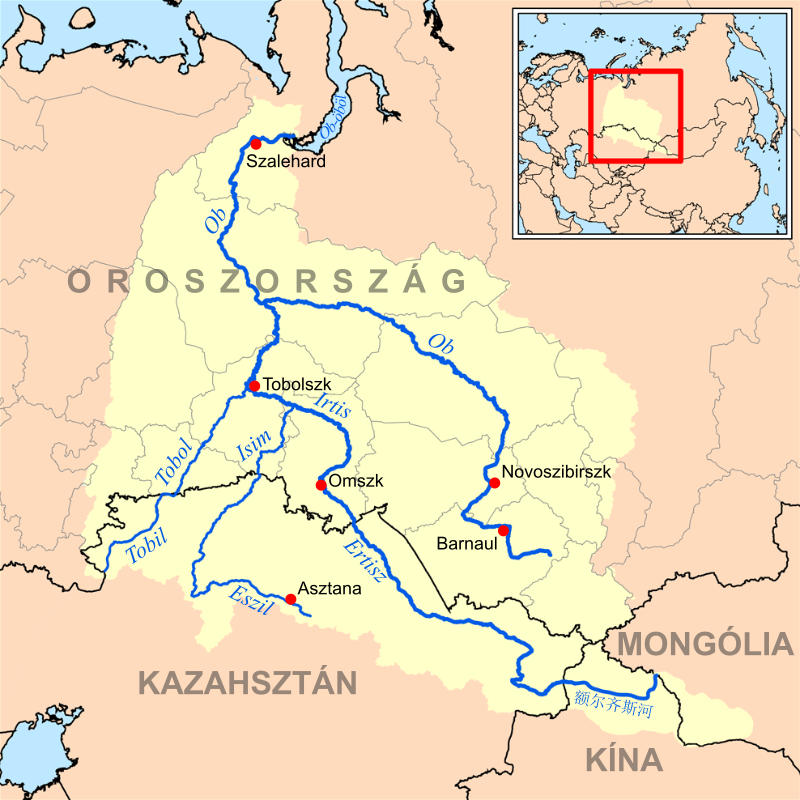
Az Ob vízgyűjtője

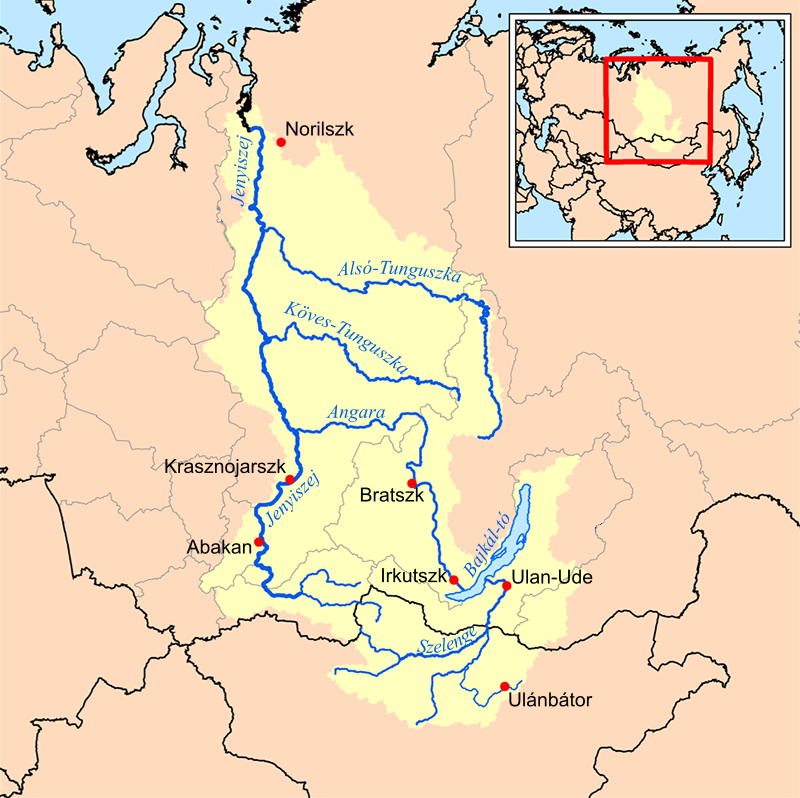
A Jenyiszej folyása

A szamojéd alapnyelv kb. hatezer évvel ezelőtt,  Kr. e. 4000 körül alakult ki az uráli alapnyelvből. A szamojédek ősei az Uráltól keletre vonultak, és időszámításunk kezdetéig a nyugat-szibériai tajgán időnként letelepedett, időnként vándorló életmódot folytattak. A szamojéd nyelv felbomlása előtti időkben 
a szamojédok a Csulim és a Jenyiszej középső folyásának vidékén éltek, de az általuk lakott terület jóval nagyobb is lehetett, akár az Ob középső folyásának vidékéig, az Altaj északi határáig és a Jenyiszej középső folyásvidékétől keletre is terjedhetett.
A szamojéd egység felbomlása kb. kétezer évvel ezelőtt, időszámításunk kezdete táján következhetett be. Ekkor az alapnyelv négy nagyobb ágra bomlott, ekkor alakultak ki a szölkup, kamassz, mator és az északi szamojéd nyelvek elődei. A nyelvészeti bizonyítékok azt mutatják, hogy az elválás igen rövid idő alatt következhetett be, oka lehetett a hunok betörése az i.e. 2. évszázadban, vagy a rénszarvastenyésztés kialakulása e népek körében. Az északi szamojédok ősei a Jenyiszej mentén észak felé vándoroltak, míg eljutottak a sarkvidéki tundraövezetbe. Az északi szamojédok széttelepülésének kiindulása a Jenyiszej torkolatának vidéke lehetett.
A nyenyecek nyugat felé vonultak és végül a Jamal-félsziget és a Tajmir-félsziget közötti észak-szibériai területet foglalták el. Területük átnyúlik Európába, településeik nyugati határa a Mezeny folyó, megtelepedtek Novaja Zemlján és a Fehér-tenger keleti partvidékén is. Jelenlegi lakóhelyük Nyenyecföld (Nyenyec Autonóm Terület), Jamali Nyenyecföld és a Tajmiri Dolgan–Nyenyec járás. Ők alkotják az északi szamojéd nyelvek jelenleg legjelentősebb (legnépesebb) csoportját. Létszámuk a szovjet érában még növekedett is, egyes adatok szerint 1989-re számuk 34 000 fölé emelkedett, más forrás szerint jelenleg eléri a 45 000 főt. A nyenyecek két fő csoportba sorolhatók: erdei nyenyecek és tundrai nyenyecek. Nyelveik között nyelvjárásbeli különbségek vannak, az eltérések a szókészletben és a nyelvtanban is jelentkeznek.
Az enyecek a Jenyiszej legalsó folyásánál és a Taz folyó medencéjében alakultak ki. Nyelvük átmenetet képez a nyenyec és a nganaszán között. Jelenleg a Tajmiri (Dolgan-Nyenyec) járásban élnek, a Jenyiszej alsó folyása közelében fekvő Voroncovo és Potapovo falvakban, lélekszámuk kb. 300 fő.
A nganaszanok kelet felé vándoroltak, és a Tajmir-félsziget és Hatanga folyó területére jutottak el. Nyelvükben sok olyan nem-szamojéd elem található, amely feltehetőleg a kiszorított helyi őslakosság nyelveiből származik. Jelenleg is a Tajmir-félszigeten élnek, lélekszámuk kb 1000 fő.
A jurák a nyenyechez közelálló nyelv, az északi szamojéd legkeletibb ága – a jurákok a Jenyiszej bal partján éltek. Ez a nyelv, amely átmenetet képezett a nyenyec és enyec nyelvek között, mára kihalt.